# Joane Somarriba

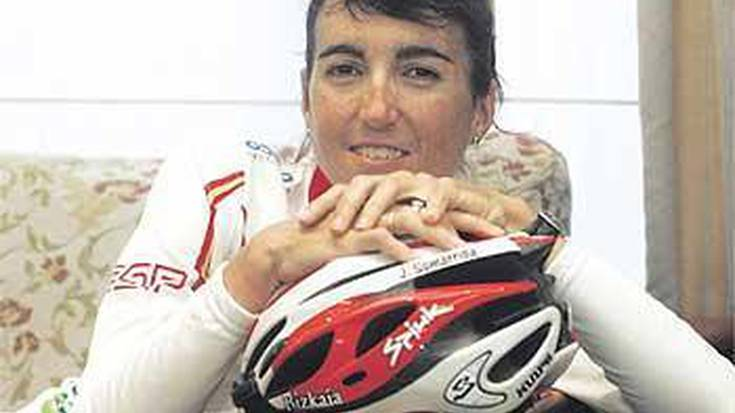
Joane Somarriba, 2015

Joane Somarriba Arrola (* 11. August 1972 in Gernika) ist eine ehemalige spanisch-baskische  Radrennfahrerin  und Weltmeisterin. Sie gilt als eine der besten spanischen Radsportlerinnen.
Von Beginn der 1990er Jahre bis 2005 war Joane Somarriba einer der beherrschenden Straßenfahrerinnen im Radsport. 1991 machte sie erstmals international auf sich aufmerksam mit dem Sieg beim baskischen Etappen-Rennen Emakumeen Bira, das sie 2000 nochmals gewann. 1994 wurde sie erstmals Spanische Meisterin im Straßenrennen. In den folgenden Jahren legte Joane Somarriba ihren Schwerpunkt auf Etappenrennen, von denen sie viele für sich entscheiden konnte, wie 1999 und 2000 den Giro d’Italia Femminile, 2000, 2001 und 2003 die Grande Boucle Féminine sowie 2005 die „Trophée d’Or Feminine“. 2003 wurde sie Weltmeisterin im Einzelzeitfahren in Hamilton, Kanada.
Dreimal, 1996, 2000 und 2004, nahm Joane Somarriba auch an Olympischen Spielen teil, allerdings ohne Medaillenerfolg. Schon 1992 hatte sie an den Olympischen Spielen teilnehmen wollen, erlitt aber im Vorfeld einen Bandscheibenvorfall, so dass sie bis 1993 pausieren musste und es zeitweise so aussah, als ob sie ihre Karriere beenden müsse. Bei den Olympischen Spielen in Sydney belegte sie im Einzelzeitfahren Rang fünf.
2005 belegte Somarriba nochmals den dritten Platz im Einzelzeitfahren bei der Straßen-WM in Madrid. Am Ende jener Saison trat sie vom aktiven Radsport zurück.
Joane Somarriba ist verheiratet mit dem baskischen Radsportler Ramón González Arrieta. Gemeinsam mit dem Journalisten Jon Rivas verfasste sie 2005 eine Autobiografie mit dem Titel Joane Somarriba.